# Tilia Laboratories
Tilia Laboratories je česká soukromá laboratoř se sídlem v Pcherách. Provádí molekulárně genetická vyšetření v oblasti veterinární a humánní molekulární mikrobiologie. V březnu 2020 odhalila vedoucí laboratoře Soňa Peková dva případy nákazy virem SARS-CoV-2 a vyvinula nový typ testu na detekci tohoto viru. Poté jí ministerstvo zakázalo tyto testy provádět[zdroj?] a stanovilo nově podmínky, které nemohla v krátké době splnit. Po necelých dvou týdnech ministerstvo podmínky zmírnilo a tím laboratoři umožnilo dosáhnout zahrnutí do systému certifikovaných laboratoří.

## Spor o oprávnění testovat onemocnění covid-19
Dva případy v prvních dnech výskytu pandemie covidu-19 v České republice (6. a 13. případ) odhalila mimo státní systém testování soukromá laboratoř Tilia Laboratories. Vzorky byly rovněž následně potvrzeny Národní referenční laboratoří. V prvním případě byla nakaženou žena, kterou předtím státní systém testovat odmítl. Ministerstvo zdravotnictví později připustilo, že žena postupovala správně, před testy v soukromých laboratořích však varovalo. Náměstek ministra zdravotnictví Roman Prymula uvedl: „Takové soukromé laboratoře, které v Česku testují pacienty na koronavirus, skutečně existují. Kolik jich je, ale bohužel netušíme. Stejně tak nemáme ani nástroje k tomu, abychom jejich činnost jakkoliv regulovali. (…) Přesto se nám to nelíbí. Přece jen potřebujeme mít o nemocných přehled. Je to důležité kvůli epidemiologické situaci.“ Zakázat soukromé laboratoři, aby si nakoupila nějaké testy, podle něj totiž nikdo nemůže a stejně tak ministerstvo nepřinutí obyvatelstvo, aby se do takovýchto zařízení chodilo testovat.
Vedoucí laboratoře Tilia Soňa Peková v pátek 6. března 2020 uvedla, že státní orgány na laboratoř uvalily takové formální požadavky, že je nedokáže splnit, takže bez ohledu na odbornost a schopnost vyšetření provádět toto dělat nesmí. Zatímco mnohá média citovala informaci takto nekonkrétně, Blesk upřesnil, že ministr po soukromých laboratořích, které by testovat na koronavirus chtěly, požaduje systém ISO 15189 (ČSN EN ISO 15189, třídicí znak 85 5101), což je podle Pekové „takový systém manažerské práce, reálně pouze ztížená administrativa“, přičemž jeho získání by trvalo rok a stálo by půl milionu korun, a navíc je podmínkou smlouva s pojišťovnou, což je pro laboratoř Tilia jako pro soukromý subjekt zbytečné. Laboratoř podle Pekové už ukázala, že to umí, a snažila se u ministerstva získat výjimku. Její činnost je však dočasně pozastavena a laboratoř musí další zájemce odmítat.
O lékařce Soně Pekové přitom ministr zdravotnictví Adam Vojtěch na tiskové konferenci v pátek 6. března 2020 uvedl, že musela do karantény Na Bulovku, protože prý vzorek odebírala „velmi nestandardním způsobem“, a tato tvrzení potvrdila a aktivně doplnila i přítomná hlavní hygienička Eva Gottvaldová. Později se ukázalo, že obě tyto informace byly nepravdivé, tato laboratoř vzorky vůbec sama neodebírala a lékařka v karanténě nebyla ani nebyla sama na nákazu testována. Soňa Peková ještě v pátek pro Novinky.cz a deník Právo řekla, že to, co ministr řekl, je „hrubě nepravdivá informace“ a že by byla ráda, kdyby nešířil „lživé informace“. V sobotu se pak omluvila za „možná poněkud přehnanou reakci na vyjádření ministra Vojtěcha“ a vyjádřila víru, že se omluví i on jí. K tomu se také na Twitteru vyjádřil poslanec Miroslav Kalousek: „Ministr zdravotnictví, který v krizové situaci prokazatelně lže, znedůvěryhodňuje všechny informace a opatření, o kterých vláda veřejnost informuje.“ Markéta Pekarová Adamová, předsedkyně TOP 09, vyjádření spojila se snahou poškodit soukromé laboratoře, a Petr Fiala, předseda ODS, na sociální síti napsal, že ministr Vojtěch by si měl naordinovat mediální karanténu, není to jeho první selhání a ministrem by neměl být člověk, který potřebuje neustále exhibovat v médiích. Předseda KDU-ČSL Marian Jurečka uvedl, že „ministr Vojtěch by si potřeboval odpočinout, aby nemusel z únavy zbytečně žvanit nesmysly“, a místopředseda strany Jan Bartošek zparodoval hnutí ANO slovy: „Zapamatujete si, všeci. ANO nikdy nelže.“ V sobotu 7. března 2020 se pak ministr Vojtěch za svá nepravdivá tvrzení několikrát omluvil a řekl, že dostal bohužel od kolegů špatnou informaci, spletl se a mrzí ho, že vystavil lékařku negativní publicitě, a že nešlo o vědomou lež. K tomu dodal premiér Andrej Babiš, že ministr nelhal, ale že „došlo k dezinformaci“ a ministr i hygienička Gottvaldová nepravdivou informaci obdrželi od nejmenované státní úřednice. Premiér Babiš důrazně vyzval ministra, aby řekl jméno zdroje této nepravdivé informace. Během odpoledního setkání s novináři upřesnil, že informaci mu měla poskytnout „doktorka Macková“ ze Státního zdravotního ústavu. V ústavu figuruje MUDr. Barbora Macková, vedoucí Centra epidemiologie a biologie, server Lidovky.cz sháněl její reakci. Dne 11. března 2020 Novinky.cz přinesly zprávu, že údajná původkyně nepravdivé zprávy Barbora Macková dále setrvává ve funkci vedoucí Centra epidemiologie a mikrobiologie Státního zdravotního ústavu a ještě v pondělí 9. března pokračovala ve své práci přímo na ministerstvu zdravotnictví. Na dotazy novinářů MUDr. Macková vůbec nereagovala. Podle sdělení ministra Vojtěcha bylo doktorce Mackové sníženo osobní ohodnocení za to, že „teď špatně vyhodnotila informace“, ale jinak podle ministra dlouhodobě odvádí ve Státním zdravotním ústavu velmi dobrou práci.
Ministerstvo podmínky provádění testů uvolnilo, aby umožnilo testování i výzkumným pracovištím Akademie věd a veterinárních ústavů, a na základě takto upravených podmínek získala 18. března 2020 v krátké době certifikaci k testování i laboratoř Tilia.